# KiKA Baumhaus
Das KiKA Baumhaus ist eine tägliche Fernsehsendung des KiKA für Vorschulkinder im Vorabendprogramm und flankiert die Sendung Unser Sandmännchen. Es wird seit dem 22. November 2004 ausgestrahlt.

## Format und Moderation
Die Sendung unterteilt sich in zwei Abschnitte:
Der erste Teil vor dem Sandmännchen-Block dauert ungefähr drei Minuten und wird abwechselnd von Juri Tetzlaff oder Singa Gätgens moderiert. Regelmäßig bekommen die Moderatoren Besuch von Figuren aus dem KiKA-Programm sowie der Fledermaus Fidi oder dem Uhu Bubu. Im Gegensatz zur Handpuppe Fidi handelt es sich bei Bubu um ein echtes Tier. Die Kulisse des Studios ist dem Inneren eines Baumhauses nachempfunden und wird passend zur Jahreszeit dekoriert.
Im zweiten Teil (nach dem Sandmännchen) verabschieden sich Fernsehfiguren aus dem KiKA-Umfeld im sogenannten Gute-Nacht-Haus in die „Schlafenszeit“. Dieser Block dauert nur wenige Sekunden. Eine Zeit lang gab es auch kurze Sequenzen zum Sendestart um 6 Uhr, in denen die Figuren einen Guten Morgen wünschten.

## Inhalt
Jede Sendung steht unter einem kindgerecht aufbereiteten Thema aus abwechselnden wiederkehrenden Rubriken. So wird zum Beispiel gebastelt, gekocht, gesungen oder Sport gemacht. Außerdem werden in jeder Folge drei von den Kindern eingesendete Bilder oder Bastelarbeiten gezeigt.

### Fernsehfiguren

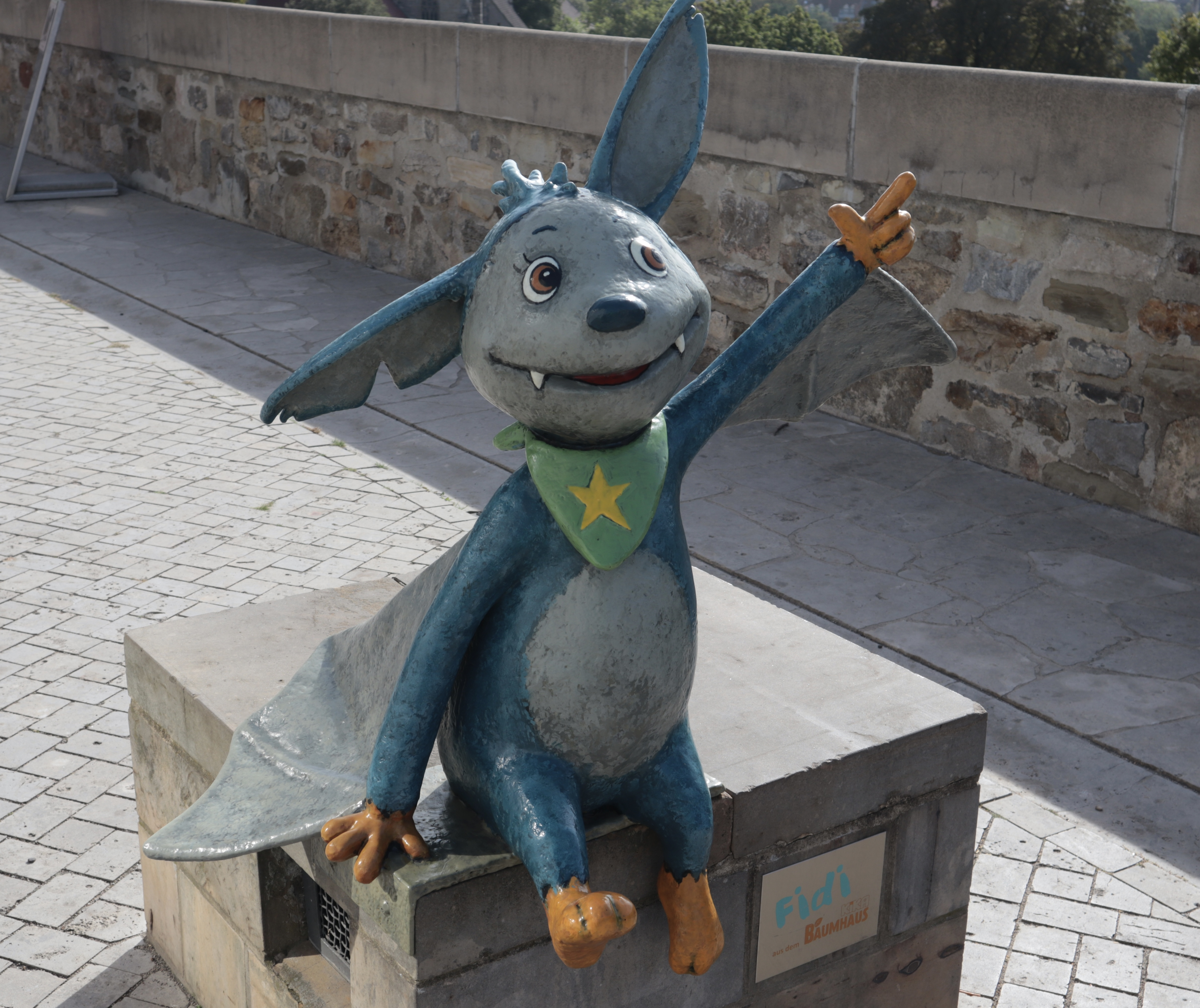
Plastik von Fidi auf dem Petersberg in Erfurt

Fidi (auch Fidi Fledermaus oder Fledermaus Fidi) ist eine Figur des KiKA, welche eine sprechende Fledermaus darstellt und die von der Designerin Katrin Lahr entworfen wurde. Gespielt wird die Klappmaulpuppe von der Puppenspielerin Iris Schleuss. Fidi ist eine der Hauptakteurinnen der Sendung und dient neben den Moderatoren als Gesprächspartner. Seit dem ersten Auftritt am 2. November 2019 ist Fidi als neue Figur regelmäßig vor und nach dem Sandmännchen in der Kindersendung zu sehen.

## Nominierung
2021 wurde die Sendung für den Goldenen Spatz nominiert, konnte sich jedoch nicht gegen die Mitbewerber durchsetzen.